# Бильфингер, Густав Адольф
Густав Адольф Бильфингер (нем. Gustav Adolf Bilfinger; 1840—1914) — немецкий историк и педагог, известный своими исследованиями об исчислении времени у древних народов.

## Биография
Густав Адольф Бильфингер родился 6 марта 1840 года в городе Эльзасе в семье служащего Германа Бильфингера, был его вторым сыном. В возрасте шести лет вместе со своей семьёй переехал в Штутгарт, где его отец был назначен на должность горного инженера.
Получил образование в Тюбингенском университете на кафедре протестантской теологии. По окончании университета работал преподавателем и одновременно занимался научной деятельностью. Основными его предметами были латынь и греческий язык, а также чтение классической археологии.
Бильфингер страдал от инвалидности, которая существенно ограничивала его возможности (в девятнадцать лет, будучи студентом, в результате несчастного случая он потерял правый глаз). С возрастом он почувствовал, что и оставшийся левый глаз стремительно теряет зрение, и был вынужден в 1903 году уйти в отставку.
Густав Адольф Бильфингер скончался 29 марта 1914 года в городе Штутгарте.

## Избранная библиография
- «Zeitmesser der antiken Völker» (Штутгарт, 1886);
- «Bürgerlicher Tag im Altertum und Mittelalter» (ib., 1888);
- «Babylonische Doppelstunde» (ib., 1888);
- «Die antiken Stundenangaben» (Штутгарт, 1888);
- «Die Sterntafeln in denägyptischen Königsgräbern von Bibân el Molûk» (ib., 1891);
- «Die mittelalterlichen Hören und die modernen Stunden» (ib., 1891);
- «Die Zeitrechnung der alten Germanen» (ib., 1899);
- «Das germanische Julfest» (ib., 1901) и др[1].